# Dove Bugt
De Dove Bugt is een grote baai in Nationaal park Noordoost-Groenland in het oosten van Groenland.
De baai is vernoemd naar meteoroloog Heinrich Wilhelm Dove.

## Geografie
De baai heeft een doorsnede van ruim 80 kilometer noord-zuid. In het noordoosten van de baai ligt de Stormbugt, een kleinere baai die via de smalle zeestraten Lille Bælt en Øresund in verbinding staat met de Groenlandzee. In het zuidoosten van de Dove Bugt begint de ruim 25 kilometer brede Store Bælt die als zeer brede zeestraat in verbinding staat met de Groenlandzee. In het zuidwesten van de Dove Bugt liggen tientallen kleinere eilanden met daarachter een tak met het fjord Borgfjorden in het noordwesten, een tak met het fjord Bræfjorden in het westen en een tak naar het zuiden naar de baai Inderbredningen in het zuidwesten. De noordwestelijke tak komt uit bij drie gletsjers: de Storstrømmengletsjer, de Borgjøkelengletsjer en de L. Bistrupgletsjer. De zuidwestelijke tak komt uit bij de Soranergletsjer.
In het noorden snijden twee fjorden in het land in: Mørkefjord en Hellefjord. In het oosten van de baai snijdt het Bergfjord in het eiland in. In het noorden watert een kort riviertje uit op de baai dat afkomstig is van het meer Sælsøen.
Ten noordoosten wordt de baai begrensd door het Germanialand, in het oosten door het Store Koldewey, in het zuiden door het Ad. S. Jensenland in het zuidwesten door het Rechnitzerland, in het westen door het eiland Lindhard Ø en in het noordwesten door het Daniel Bruunland.
De eerstvolgende grote baai ligt op ongeveer 50 kilometer naar het noorden met de Skærfjorden en meer dan 140 kilometer naar het zuiden met de Hochstetterbaai.